# Афірмація
Афірмація (від лат. Affirmatio — підтвердження) — коротка фраза, що містить вербальну формулу, яка при багаторазовому повторенні закріплює необхідний образ або установку в підсвідомості людини, що може бути використано для розвитку особистості та світогляду, чи досягнення певних цілей.
Було доведено, що своєчасні афірмації покращують ефективність і успішність навчання й освіти, сприяють поліпшенню здоров’я та стосунків, а переваги іноді зберігаються місяцями й роками.
Афірмації — це позитивні, самопідсилювальні твердження, які люди використовують, щоб покращити свій розумовий та емоційний стан, мотивувати себе та внести бажані зміни у своє життя. Афірмації, що йдуть корінням у галузях психології та нейронауки, служать інструментом для зміни моделей мислення, переконань і поведінки з метою сприяння особистому зростанню та самовдосконаленню. Завдяки частому повторенню цих позитивних тверджень люди можуть зміцнити позитивні переконання, змінити негативні думки та розмови з собою на позитивні, та покращити свій загальний психічний стан.

## Історія
Поняття афірмацій можна простежити до різних стародавніх культур і філософій, де сила усного слова визнавалася засобом формування реальності та впливу на хід подій. Хоча конкретні практики та переконання, пов’язані з афірмаціями, з часом еволюціонували, основний принцип використання позитивних тверджень для досягнення бажаного результату залишився незмінним.

### Стародавні культури та філософії
Стародавній Єгипет: ієрогліфи та написи, знайдені в єгипетських гробницях і храмах, свідчать про те, що єгиптяни вірили в силу слова впливати на реальність. Фараони та жерці читали позитивні твердження, щоб викликати божественний захист і забезпечити процвітання.
Індуїзм і буддизм: мантри, священні звуки або фрази, які, як вважають, мають духовну силу, використовувалися в індуїстських і буддистських практиках протягом тисячоліть. Наспівуючи або медитуючи на ці мантри, практики прагнули досягти духовної трансформації та виявити бажані результати.
Стародавня Греція: у працях таких грецьких філософів, як Сократ, Платон і Арістотель, можна знайти важливість позитивного мислення та самоствердження. Вони наголошували на силі розуму формувати реальність людини та на важливості культивування доброчесних думок.

### Розвиток афірмацій у сучасній психології
Еміль Куе: французького фармацевта та психолога Куе (1857-1926) часто вважають піонером сучасних афірмацій. Він розробив метод самонавіювання під назвою «свідоме самонавіювання», який передбачав повторення позитивних тверджень на зразок «З кожним днем у всіх відношеннях я стаю все кращим і кращим». Куе вважав, що ця практика може покращити психічне та фізичне здоров’я, використовуючи силу підсвідомості.
Психоаналіз і психодинамічна терапія: Зигмунд Фрейд та його послідовники визнавали роль саморозмови та внутрішнього діалогу у формуванні переконань і поведінки людини. Вони наголошували на важливості дослідження та модифікації несвідомих моделей мислення для досягнення особистісного зростання та змін.
Позитивна психологія: Поява позитивної психології наприкінці 20 століття, зосередженої на добробуті, щасті та особистих сильних сторонах, сприяла популярності афірмацій як інструменту для самовдосконалення. Ключові фігури в цій галузі, такі як Мартін Селігман і Міхалі Чиксентміхайі, наголошували на важливості позитивних розмов із собою та самоствердження для зміцнення психічного здоров’я та стійкості.
Мислення зростання (англ. Growth mindset): численні дослідження показали ефективність переконань та похвали у впливі на продуктивність та ефективність рішення задач. Так, дослідження показали, що похвала дітей чи власні переконання, направленні на персональні якості можуть погіршувати продуктивність та ефективність, сприяючи зменшенню кількості зусиль та їх наполегливості суб'єктами досліджень, задля збереження непохитності установок; тоді як похвала та афірмації, направленні на дії та їх характеристику в процесі досягнення цілей — наполегливість, рішучість, дієвість тощо — покращують ефективність та продуктивність рішення майбутніх задач, сприяють конструктивній роботі над помилками та мотивації до вирішення складних задач. Поєднання афірмацій направлених на дії, разом з установкою щодо конструктивності стресу ("відчуття стресу допомагає впоратись з задачами, мобілізуючи ресурси організму"), дають синергічний ефект.
Протягом історії афірмації відігравали вирішальну роль у різних культурних, релігійних і філософських контекстах, слугуючи засобом використання сили розуму для формування реальності. Сьогодні афірмації продовжують залишатися важливим інструментом у сучасній психології та особистому розвитку, допомагаючи людям культивувати позитивні переконання, подолати негативні моделі мислення та досягти бажаних результатів.

## Нейронаука афірмацій
Регулярні добровільні позитивні емоційно-забарвлені афірмації здатні впливати на людський розум, модифікуючи пізнання та згодом впливаючи на поведінку. Афірмації впливають на людський розум через різні когнітивні та нейронаукові механізми. Змінюючи саморозмову та використовуючи здатність мозку до нейропластичності, афірмації можуть допомогти людям створити тривалі зміни у своїх переконаннях і поведінці.

### Когнітивні механізми
Саморозмова: афірмації діють, змінюючи саморозмову людини, яка стосується внутрішнього діалогу, який формує переконання, емоції та дії людини. Постійно повторюючи позитивні твердження, люди можуть протидіяти негативним розмовам із собою та розвивати більш сприятливий спосіб мислення.
Теорія самосприйняття: згідно з цією теорією, люди роблять висновок про своє ставлення, переконання та емоції зі своєї поведінки. Залучаючись до практики афірмацій, люди можуть створити позитивну петлю зворотного зв’язку, зміцнюючи бажані переконання та сприяючи позитивній самооцінці.

### Нейропластичність
Нейропластичність: здатність мозку реорганізовуватися та формувати нові нейронні зв’язки (синапси) протягом життя називається нейропластичністю. Афірмації базуються на цій здатності, допомагаючи людям змінити свої моделі мислення та створити тривалі зміни у своїх переконаннях і поведінці.
Нейронні шляхи: мозок складається із взаємопов’язаних нейронів, які утворюють нейронні шляхи, з яких формуються нейронні ансамблі та мережі, відповідальні за передачу інформації та сприяння різноманітним когнітивним процесам. Повторення афірмацій зміцнює нові шляхи, роблячи позитивні переконання та поведінку більш автоматичними та доступними.

## Алгоритм формування
Щоб повторення афірмації було максимально ефективним, необхідно дотримуватися таких правил:
1. Твердження повинне бути сформульоване як факт, причому в теперішньому часі.
2. Використовуйте тільки позитивні слова, уникайте негативних тверджень.
3. Афірмація повинна народжувати позитивні емоції, радість, драйв і пристрасть.
4. Афірмація повинна бути короткою й, одночасно, яскравою, образною.
5. Конкретизуйте. Для цього запитайте себе, ким ви хочете стати, щоб відчувати щастя і любов.
6. Афірмація значно ефективніша, коли направлена на характеристику власної діяльності, ніж якостей.[17][18][19]
7. Потрібно вибирати афірмацію, яка підхожа вам особисто. Ще краще самому сформулювати її для себе.
8. Вірте в те, що говорите. Щоб посилити віру, потрібно фіксувати будь-які свої перемоги.
9. Наприкінці афірмації можна додати: «Я отримую набагато більше, ніж очікую».
10. Заперечення ("не") ігнорується на підсвідомому рівні, тому афірмації мають бути конструктивними і позитивними.

Афірмації можуть посилюватися візуалізацією — створенням в уяві бажаних образів. Альфа та тета мозкові хвилі можуть посилювати сприйняття інформації підсвідомістю.

## Типові помилки при використанні
1. Сумніви і негативні думки.
2. Механічне, без залучення емоційної сфери, прочитання афірмації.
3. Протистояння почуттям, що виникають у процесі повторення афірмації.

## Застосування
Афірмації можуть бути цінним інструментом для сприяння особистому зростанню та благополуччю як у повсякденному житті, так і в терапевтичних умовах. Афірмації можна вимовляти про себе, читати вголос, багаторазово записувати або навіть співати. Наприклад, можна виставляти афірмацію у своєму браузері у вигляді домашньої сторінки, яка буде відкриватися перед очима щоразу при його запуску — тоді афірмація спрацьовує автоматично.

### В повсякденному житті
Постановка цілей і мотивація: афірмації можна використовувати, щоб посилити відданість особистим цілям, посилити мотивацію та підвищити впевненість у собі. Декламуючи позитивні твердження, які відповідають їхнім прагненням, люди можуть зберігати зосередженість і долати перешкоди.
Зменшення стресу та емоційне благополуччя: афірмації можуть допомогти людям впоратися зі стресом, тривогою та негативними емоціями, сприяючи розвитку позитивного мислення та виховуючи стійкість. Зосереджуючись на посиленні самоствердження, люди можуть ефективніше справлятися зі щоденними проблемами та покращити загальний емоційний стан.
Формування звичок та зміна поведінки: афірмації можуть підтримувати розвиток нових звичок і модифікацію існуючої поведінки. Зміцнюючи бажану поведінку та переконання за допомогою повторення, люди можуть створити тривалі зміни у своєму розпорядку дня та способі життя.

### В терапії
Когнітивно-поведінкова терапія (КПТ): афірмації можна використовувати як додатковий інструмент у КПТ, терапевтичному методі, який має на меті кинути виклик і замінити негативні моделі мислення та переконання. Доведено, що КПТ є ефективним у лікуванні широкого спектру психологічних розладів та емоційних проблем. Включаючи афірмації як частину процесу, терапевти можуть допомогти клієнтам розробити персоналізовані позитивні твердження, спрямовані на конкретні когнітивні спотворення та сприяють формуванню здорових звичок мислення.
Терапія на основі уважності: афірмації можливо включати в практики усвідомленості, такі як медитація та дихальні вправи, щоб посилити їхній вплив на психічне здоров’я та благополуччя. Поєднуючи афірмації з технікою усвідомленості, можливо розвинути більшу самосвідомість і навички емоційної регуляції.

### Книги
- Еміль Куе (1922). Self mastery through conscious autosuggestion. Stilwell, Kan.: Digireads.com Publishing. ISBN 978-1-4209-2816-7.
- Maltz Maxwell (1969). Psycho-cybernetics. New York: Pocket Books. ISBN 0-671-70075-8.
- Wegner Daniel M.; Pennebaker, James W. (1993). Handbook of mental control. Englewood Cliffs, N.J.: Prentice Hall. ISBN 0-13-379280-3.
- Seligman Martin E. P. (2002). Authentic happiness: using the new positive psychology to realize your potential for lasting fulfillment. New York: Free Press. ISBN 0-7432-2297-0.
- Керол Двек (2007). Mindset: the new psychology of success. Random House Publishing Group. с. 320. ISBN 978-0-345-47232-8.
- Керол Двек (2017). Налаштуйся на зміни. Нова психологія успіху / пер. з англ. Юлія Кузьменко. — Київ: Наш Формат, 2017. — 296 с. — ISBN 978-617-7513-57-4.

### Журнали
- Self and Identity
- International Journal of Clinical and Experimental Hypnosis
- Psychoanalysis, Self and Context
- Психолінгвістика (журнал)

### Статті
- Easterbrook, Matthew J.; Harris, Peter R.; Sherman, David K. (2021). Self‐affirmation theory in educational contexts. Journal of Social Issues (англ.) 77 (3). doi:10.1111/josi.12459.
- Cohen, Geoffrey L.; Sherman, David K. (2014). The Psychology of Change: Self-Affirmation and Social Psychological Intervention. Annual Review of Psychology (англ.) 65 (1). doi:10.1146/annurev-psych-010213-115137.
- Sherman, David K.; Cohen, Geoffrey L. (2006). The Psychology of Self‐defense: Self‐Affirmation Theory. Advances in Experimental Social Psychology (англ.) 38. Academic Press. doi:10.1016/s0065-2601(06)38004-5.

### Відео
- Подкаст Ендрю Губермана:
  - How to Enhance Performance & Learning by Applying a Growth Mindset
  - Dr. Alia Crum: Science of Mindsets for Health & Performance